# Moldavia ai Giochi della XXX Olimpiade
La Moldavia ha partecipato ai Giochi della XXX Olimpiade di Londra che si sono svolti dal 27 luglio al 12 agosto 2012. È stata la 5ª partecipazione degli atleti moldavi.
Gli atleti della delegazione moldavia sono stati 22 (12 uomini e 10 donne), in 9 discipline. Alla cerimonia di apertura il portabandiera è stato l'arciere Dan Olaru, mentre la portabandiera della cerimonia di chiusura è stata Zalina Marghieva, atleta specializzata nel lancio del martello.
La Moldavia ha ottenuto un totale di 2 medaglie (2 bronzi), entrambe conquistate nella disciplina del sollevamento pesi, mancando la vincita del primo oro ai giochi olimpici.

## Medaglie
| Riepilogo quotidiano | Riepilogo quotidiano | Riepilogo quotidiano | Riepilogo quotidiano | Riepilogo quotidiano | Riepilogo quotidiano | Riepilogo quotidiano |
| -------------------- | -------------------- | -------------------- | -------------------- | -------------------- | -------------------- | -------------------- |
| Giorno               | Data                 |                      |                      |                      | Totale               |                      |
| 1º                   | 27                   | —                    | —                    | —                    | —                    |                      |
| 2º                   | 28                   | 0                    | 0                    | 0                    | 0                    |                      |
| 3º                   | 29                   | 0                    | 0                    | 1                    | 1                    |                      |
| 4º                   | 30                   | 0                    | 0                    | 0                    | 0                    |                      |
| 5º                   | 31                   | 0                    | 0                    | 0                    | 0                    |                      |
| 6º                   | 1                    | 0                    | 0                    | 0                    | 0                    |                      |
| 7º                   | 2                    | 0                    | 0                    | 0                    | 0                    |                      |
| 8º                   | 3                    | 0                    | 0                    | 0                    | 0                    |                      |
| 9º                   | 4                    | 0                    | 0                    | 1                    | 1                    |                      |
| 10º                  | 5                    | 0                    | 0                    | 0                    | 0                    |                      |
| 11º                  | 6                    | 0                    | 0                    | 0                    | 0                    |                      |
| 12º                  | 7                    | 0                    | 0                    | 0                    | 0                    |                      |
| 13º                  | 8                    | 0                    | 0                    | 0                    | 0                    |                      |
| 14º                  | 9                    | 0                    | 0                    | 0                    | 0                    |                      |
| 15º                  | 10                   | 0                    | 0                    | 0                    | 0                    |                      |
| 16º                  | 11                   | 0                    | 0                    | 0                    | 0                    |                      |
| 17º                  | 12                   | 0                    | 0                    | 0                    | 0                    |                      |
| Totale               | Totale               | 0                    | 0                    | 2                    | 2                    |                      |

### Medagliere per discipline
| Sport             | Oro | Argento | Bronzo | Totale |
| ----------------- | --- | ------- | ------ | ------ |
| Sollevamento pesi | 0   | 0       | 2      | 2      |
| Totale            | 0   | 0       | 2      | 2      |

### Medaglie di bronzo
| Medaglia | Nome            | Sport             | Evento          |
| -------- | --------------- | ----------------- | --------------- |
| Bronzo   | Cristina Iovu   | Sollevamento pesi | 53 kg femminile |
| Bronzo   | Anatolie Cîrîcu | Sollevamento pesi | 94 kg maschile  |

## Atletica leggera
| Q | Qualificato al turno successivo per la posizione in qualificazione                                                           |
| q | Qualificato per il turno successivo per ripescaggio o, negli eventi su campo, conquistando la misura minima per qualificarsi |

### Maschile
Eventi di corsa su pista e strada
| Atleta             | Evento       | Batteria | Batteria  | Finale    | Finale    |
| Atleta             | Evento       | Tempo    | Risultato | Tempo     | Risultato |
| ------------------ | ------------ | -------- | --------- | --------- | --------- |
| Ion Luchianov      | 3000 m siepi | 8'22"09  | 5° q      | 8'28"15   | 10°       |
| Iaroslav Musinschi | Maratona     | N.D.     | N.D.      | 2h 16'25" | 25°       |
| Roman Prodius      | Maratona     | N.D.     | N.D.      | DNF       | DNF       |

Eventi su campo
| Atleta           | Evento              | Qualificazioni | Qualificazioni | Finale          | Finale          |
| Atleta           | Evento              | Misura         | Posizione      | Misura          | Posizione       |
| ---------------- | ------------------- | -------------- | -------------- | --------------- | --------------- |
| Serghei Marghiev | Lancio del martello | 69,76 m        | 31°            | non qualificato | non qualificato |

### Femminile
Eventi di corsa su pista e strada
| Atleta          | Evento   | Batteria | Batteria  | Semifinale      | Semifinale      | Finale          | Finale          |
| Atleta          | Evento   | Tempo    | Risultato | Tempo           | Risultato       | Tempo           | Risultato       |
| --------------- | -------- | -------- | --------- | --------------- | --------------- | --------------- | --------------- |
| Natalia Cerches | Maratona | N.D.     | N.D.      | N.D.            | N.D.            | 2h 37'13"       | 65ª             |
| Olesea Cojuhari | 400 m    | 53"64    | 5ª        | non qualificata | non qualificata | non qualificata | non qualificata |
| Elena Popescu   | 800 m    | 2'06'94" | 6ª        | non qualificata | non qualificata | non qualificata | non qualificata |

Eventi su campo
| Atleta           | Evento              | Qualificazioni          | Qualificazioni          | Finale                  | Finale                  |
| Atleta           | Evento              | Misura                  | Posizione               | Misura                  | Posizione               |
| ---------------- | ------------------- | ----------------------- | ----------------------- | ----------------------- | ----------------------- |
| Natalia Artic    | Lancio del disco    | squalificata per doping | squalificata per doping | squalificata per doping | squalificata per doping |
| Marina Marghieva | Lancio del martello | squalificata per doping | squalificata per doping | squalificata per doping | squalificata per doping |
| Zalina Marghieva | Lancio del martello | 72,19 m                 | 9ª q                    | 74,06 m                 | 8ª                      |

## Ciclismo

### Ciclismo su strada
Maschile
| Atleta      | Evento         | Tempo | Classifica |
| ----------- | -------------- | ----- | ---------- |
| Oleg Berdos | Corsa in linea | DNF   | DNF        |

## Judo
Maschile
| Sergiu Toma    | -81 kg | J. Musil (CZE) V 1000–0001   | T. Nakai (JPN) P 0003–0101 | non qualificato | non qualificato | non qualificato | non qualificato | non qualificato | non qualificato |
| Ivan Remarenco | -90 kg | K. Denisov (RUS) P 0001-1000 | non qualificato            | non qualificato | non qualificato | non qualificato | non qualificato | non qualificato | non qualificato |

## Lotta
| VT | Vittoria per atterramento                           |
| PP | Vittoria a punti (lo sconfitto con punti tecnici)   |
| PO | Vittoria a punti (lo sconfitto senza punti tecnici) |

### Libera
Maschile
| Atleta        | Evento | Qualificazione       | Ottavi                                  | Quarti                                  | Semifinale           | Ripescaggio Turno 1  | Ripescaggio Turno 2  | Finale               | Classifica |
| Atleta        | Evento | Avversario Risultato | Avversario Risultato                    | Avversario Risultato                    | Avversario Risultato | Avversario Risultato | Avversario Risultato | Avversario Risultato | Classifica |
| ------------- | ------ | -------------------- | --------------------------------------- | --------------------------------------- | -------------------- | -------------------- | -------------------- | -------------------- | ---------- |
| Nicolae Ceban | -96 kg | Bye                  | S. Boltic (NGR) V 3–1PP (1-0, 0-1, 1-0) | G. Gogshelidze (GEO) P 0–3PO (0-1, 0-1) | non qualificato      | non qualificato      | non qualificato      | non qualificato      | 11°        |

Femminile
| Atleta          | Evento | Qualificazione       | Ottavi                                  | Quarti                           | Semifinale           | Ripescaggio Turno 1  | Ripescaggio Turno 2  | Finale               | Classifica |
| Atleta          | Evento | Avversario Risultato | Avversario Risultato                    | Avversario Risultato             | Avversario Risultato | Avversario Risultato | Avversario Risultato | Avversario Risultato | Classifica |
| --------------- | ------ | -------------------- | --------------------------------------- | -------------------------------- | -------------------- | -------------------- | -------------------- | -------------------- | ---------- |
| Svetlana Saenko | -72 kg | Bye                  | C. Vescan (FRA) V 3–1PP (0-1, 1-0, 1-0) | Wang J. (CHN) P 0–5VT (0-1, 0-4) | non qualificata      | non qualificata      | non qualificata      | non qualificata      | 10ª        |

## Nuoto e sport acquatici

### Nuoto
Maschile
| Atleta          | Evento     | Batterie | Batterie   | Semifinali      | Semifinali      | Finale          | Finale          |
| Atleta          | Evento     | Tempo    | Classifica | Tempo           | Classifica      | Tempo           | Classifica      |
| --------------- | ---------- | -------- | ---------- | --------------- | --------------- | --------------- | --------------- |
| Danila Artiomov | 100 m rana | 1'03"57  | 40º        | non qualificato | non qualificato | non qualificato | non qualificato |

Femminile
| Atleta         | Evento     | Batterie | Batterie   | Semifinali      | Semifinali      | Finale          | Finale          |
| Atleta         | Evento     | Tempo    | Classifica | Tempo           | Classifica      | Tempo           | Classifica      |
| -------------- | ---------- | -------- | ---------- | --------------- | --------------- | --------------- | --------------- |
| Tatiana Chisca | 100 m rana | 1'13"30  | 40ª        | non qualificata | non qualificata | non qualificata | non qualificata |

## Pugilato
Maschile
| Atleta         | Evento               | Sedicesimi              | Ottavi di finale          | Quarti di finale     | Semifinali           | Finale               | Pos. |
| Atleta         | Evento               | Avversario Risultato    | Avversario Risultato      | Avversario Risultato | Avversario Risultato | Avversario Risultato | Pos. |
| -------------- | -------------------- | ----------------------- | ------------------------- | -------------------- | -------------------- | -------------------- | ---- |
| Vasilii Belous | Pesi welter (-69 kg) | S. Kidunda (TAN) V 20-7 | T. Šelestjuk (UKR) P 7-15 | non qualificato      | non qualificato      | non qualificato      | 9°   |

## Sollevamento pesi
Maschile
| Atleta          | Evento | Strappo   | Strappo    | Slancio   | Slancio    | Totale | Classifica |
| Atleta          | Evento | Risultato | Classifica | Risultato | Classifica | Totale | Classifica |
| --------------- | ------ | --------- | ---------- | --------- | ---------- | ------ | ---------- |
| Anatolie Cîrîcu | -94 kg | 181       | 7°         | 226       | 2°         | 407    |            |

Femminile
| Atleta        | Evento | Strappo   | Strappo    | Slancio   | Slancio    | Totale | Classifica |
| Atleta        | Evento | Risultato | Classifica | Risultato | Classifica | Totale | Classifica |
| ------------- | ------ | --------- | ---------- | --------- | ---------- | ------ | ---------- |
| Cristina Iovu | -53 kg | 96        | 1ª         | 120       | 3ª         | 216    |            |

## Tiro a segno/volo
Femminile
| Atleta           | Evento                      | Qualificazione | Qualificazione | Finale          | Finale          |
| Atleta           | Evento                      | Punteggio      | Classifica     | Punteggio       | Classifica      |
| ---------------- | --------------------------- | -------------- | -------------- | --------------- | --------------- |
| Marina Zgurscaia | Pistola 10 m aria compressa | 377            | 29ª            | non qualificata | non qualificata |

## Tiro con l'arco
Maschile
| Atleta    | Evento      | Round di qualificazione | Round di qualificazione | 32-esimi                     | 16-esimi                  | Ottavi di finale          | Quarti di finale          | Semifinale                | Finale                    | Finale          |
| Atleta    | Evento      | Punteggio               | Seed                    | Avversario Seed Punteggio    | Avversario Seed Punteggio | Avversario Seed Punteggio | Avversario Seed Punteggio | Avversario Seed Punteggio | Avversario Seed Punteggio | Classifica      |
| --------- | ----------- | ----------------------- | ----------------------- | ---------------------------- | ------------------------- | ------------------------- | ------------------------- | ------------------------- | ------------------------- | --------------- |
| Dan Olaru | Individuale | 654                     | 47º                     | J. Kaminski (USA) (18) V 6-5 | S. Terry (GBR) (50) V 7-1 | Kim B.-m. (KOR) (2) P 1-7 | non qualificato           | non qualificato           | non qualificato           | non qualificato |